# Oberschweinbach
Oberschweinbach – miejscowość i gmina w Niemczech, w kraju związkowym Bawaria, w rejencji Górna Bawaria, w regionie Monachium, w powiecie Fürstenfeldbruck, wchodzi w skład wspólnoty administracyjnej Mammendorf. Leży około 10 km na północny zachód od Fürstenfeldbruck.

## Dzielnice
- Günzlhofen
- Oberschweinbach
- Spielberg

## Demografia
| Rok  | Liczba mieszk. |
| ---- | -------------- |
| 1970 | 795            |
| 1987 | 1 002          |
| 2000 | 1 257          |
| 2006 | 1 480          |

### Struktura wiekowa
Dane o ludności z 31 grudnia 2008:
| Opis                                | Ogółem | Ogółem | Kobiety | Kobiety | Mężczyźni | Mężczyźni |
| ----------------------------------- | ------ | ------ | ------- | ------- | --------- | --------- |
| Jednostka                           | osób   | %      | osób    | %       | osób      | %         |
| Populacja                           | 1534   | 100    | 771     | 50,26   | 763       | 49,74     |
| Wiek przedprodukcyjny (0–17 lat)    | 316    | 20,6   | 162     | 10,56   | 154       | 10,04     |
| Wiek produkcyjny (18–65 lat)        | 1020   | 66,49  | 503     | 32,79   | 517       | 33,7      |
| Wiek poprodukcyjny (powyżej 65 lat) | 198    | 12,91  | 106     | 6,91    | 92        | 6         |

## Polityka
Wójtem gminy jest Bernhard Schulze z BVG, wcześniej urząd ten pełniła Uta Lucht, rada gminy składa się z osób.
|      | DG/CSU | BVG | DZ | Razem |
| 2008 | 5      | 4   | 3  | 12    |
| 2002 | 5      | 3   | 4  | 12    |